# Parque nacional de Urho Kekkonen
El Parque nacional de Urho Kekkonen (en finés: Urho Kekkosen kansallispuisto) es un parque nacional en Laponia, Finlandia. Fundado en 1983, cubre 2550 km² y es una de las mayores áreas protegidas de Finlandia. Lleva el nombre de Urho Kekkonen, expresidente y ex primer ministro de Finlandia.
El río Suomujoki fluye a través de la parte norte del parque. Los caminos marcados en su parte occidental son un destino fácil, incluso para los mochileros sin experiencia, mientras que las partes más salvajes son buenas para los viajes largos y exigentes.